# Albert Camille Vital
Albert Camille Vital (ur. 18 lipca 1952) – madagaskarski pułkownik, premier Madagaskaru od 20 grudnia 2009 do 2 listopada 2011.

## Życiorys
Albert Camille Vital urodził się w 1952 w Toliarze. Ukończył francuską École Spéciale Militaire de Saint-Cyr oraz zdobył tytuł inżyniera budownictwa w ZSRR. W latach 2001–2002 kształcił się w Ecole Superieure Militaire (Wyższa Szkoła Wojskowa) w Paryżu. Jest żonaty, ma pięcioro dzieci.
W latach 1987–1991 pełnił funkcję szefa Biura Technicznego ds. Rozwoju Sztabu Sił Zbrojnych. W latach 1993–1996 był instruktorem w szkole wojskowej. Od 1998 do 2001 sprawował dowództwo nad I Regimentem Regionu Wojskowego Toliara 5. Po 2002 objął stanowisko przewodniczącego Izby Handlu i Przemysłu w Toliarze. W wojsku awansował do stopnia pułkownika. Wcześniej był kandydatem na urząd mera Toliary oraz założycielem firmy ochroniarskiej. W czasie zamachu stanu na Madagaskarze w marcu 2009 nie odegrał znaczącej roli i nie opowiedział się za żadną ze stron.

## Premier Madagaskaru
20 grudnia 2009 został mianowany przez prezydenta Wysokiej Władzy Przejściowej Andry'ego Rajoelinę na stanowisko szefa rządu. Jego nominacja była konsekwencją pogłębienia się kryzysu politycznego w kraju i braku porozumienia czterech głównych stron konfliktu w kwestii obsady stanowisk ministerialnych w rządzie premiera Eugène'a Mangalazy. Nastąpiła ona zaledwie po dwóch dniach urzędowania premier Cécile Manorohanty. 18 grudnia Rajoelina zdymisjonował premiera Mangalazę i powołał na ten urząd dotychczasową wicepremier Manorohantę, lecz po dwóch dniach raz jeszcze dokonał zmiany na tym stanowisku. Premier Vital zaapelował do społeczeństwa i polityków opozycji o współpracę z jego gabinetem. Zobowiązał się także do zapewnienia bezpieczeństwa w kraju i przeprowadzenia wyborów parlamentarnych planowanych początkowo na 20 marca 2010, a później przesuniętych na rok następny.
10 marca 2011 rząd premiera Vitala podał się do dymisji, by umożliwić implementację postanowień porozumienia podpisanego przez 8 partii politycznych. Plan opierał się na styczniowej propozycji SADC i zakładał pozostanie na stanowisku przez Rajoelinę oraz powołanie konsensusowego rządu przejściowego na czele z premierem wywodzącym się z innej partii politycznej i regionu administracyjnego niż prezydent. Plan zyskał aprobatę ze strony mediatora SADC Leonardo Simao, który zamierzał włączyć do niego również partie opozycyjne trzech byłych prezydentów (Ratsiraki, Zafy'ego i Ravalomanany). 16 marca 2011 Rajoelina na stanowisko szefa rządu ponownie wyznaczył Alberta Camille'a Vitala, oficjalnie bezpartyjnego. Skład nowego rządu, w którym obsada najważniejszych resortów pozostała bez zmian, został ogłoszony 26 marca. Partie byłych prezydentów potępiły jednostronny plan i działanie władz, wzywając SADC do podjęcia działań na rzecz rozwiązania kryzysu.
18 października 2011 premier Vital, stosując się do podpisanego 17 września 2011 porozumienia politycznego, złożył rezygnację na ręce prezydenta. Porozumienie, podpisane przez główne siły polityczne, przewidywało pozostanie Rajoeliny na stanowisku szefa państwa, amnestię i bezwarunkowy powrót do ojczyzny Ravalomanany, powołanie nowego rządu złożonego z przedstawicieli wszystkich stron oraz organizację wyborów parlamentarnych i prezydenckich w ciągu roku. Nowy premier miał zostać powołany przed 1 listopada 2011, a skład rządu ustalony przed 17 listopada.
28 października 2011 prezydent Rajoelina nowym szefem rządu mianował Omera Beriziky'ego, zgłoszonego przez obóz byłego prezydenta Alberta Zafy'ego. 2 listopada 2011 Beriziky został zaprzysiężony na stanowisku.